# جين بيليت
جان بيليت (أو جان هيفليجر ؛ 25 مارس 1908 - 16 مارس 1991) فنان أسترالي . ولد في تسمانيا ، وتلق تعليمه في هوبارت وفي مدرسة جوليان أشتون للفنون في سيدني ، حيث كان ثيا بروكتور أحد معلميه. درس في لندن تحت إشراف الرسامين برنارد مينينسكي ومارك جيرتلر .
هو من رسامين الحداثية، كان بيليت تأثيرا في الأوساط الفنية في منتصف القرن العشرين في سيدني. غالبًا ما كانت يرسم مشاهد متأثرة بالمآسي اليونانية ليوربيديس وسوفوكليس وملاحم هوميروس . المرأة الوحيدة التي فازت بجائزة سليمان أكثر من مرة ، حصل بيليت على الجائزة في عام 1942 مع من تقرع الأجراس ، وفي عام 1944 مع إيفيجينيا في توريس . ساعدت في تأسيس جائزة بليك للفن الديني ، وكانت قاضية الافتتاح. تزوج بيليت الفنان والناقد بول هيفليجر عام 1935. انتقل الزوجان إلى مايوركا عام 1957 ؛ على الرغم من زيارتها وعرضها في أستراليا بعد ذلك ، إلا أنها لم تعد هناك للعيش فيها ، وأصبحت هامشية في المشهد الفني الأسترالي.

## النشأة والتدريب
ولدت بيليت في هوبارت في 25 مارس 1908 ونشأت طفلة وحيدة في ريف تسمانيا مع والدتها الفنانة ووالدها مدير مكتب البريد.  البداية كانت طالبة في المدرسة الأنجليكانية المحلية في ديلورين ، في سن الثالثة عشر أصبحت مقيمة في مدرسة الأصدقاء في هوبارت ، ثم في كلية هوبارت التقنية.    أصبحت فيما بعد طالبة في مدرسة جوليان أشتون للفنون في سيدني. كان من بين معلميها ثيا بروكتور ، وكان من بين زملائها الطلاب الفنان جون باسمور . جذبت رسوماتها وألوانها المائية المعروضة في المعرض الفني للطلاب عام 1934 تعليقات إيجابية من الناقد الفني لصحيفة Sydney Morning Herald .  في مدرسة أشتون الفنية ، التقت بيليت مع زميلها الفنان الأسترالي بول هيفليجر ، وفي عام 1935 تزوجا. سافروا في العام التالي إلى أوروبا ، ودرست بيليت (مثل باسمور) في مدرسة وستمنستر للفنون ، حيث تلقت تعليمها من قبل الرسامين التصويريين برنارد مينينسكي ومارك جيرتلر .   في عام 1938 ، درست بيليت وزوجها رسم الحياة في أكاديمية لا غراند شومير في باريس. 